# Кавалерян, Карен Артаваздович
Каре́н Артава́здович Кавалеря́н (род. 5 июня 1961, Москва, СССР) — советский и российский поэт, беллетрист, драматург, член Союза писателей России. В период с 1985 по 2015 год издал более 1000 песен на русском и английском языках, вошедших в репертуар российских звёзд. Автор либретто нескольких музыкальных спектаклей. 19-кратный лауреат телевизионного фестиваля «Песня года». Лауреат международной премии «Звезда Театрала» в номинации «лучший музыкальный спектакль» 2019 года. Член авторского совета Российского авторского общества (РАО).

## Биография
Родился в Москве 5 июня 1961 года в семье военнослужащего и преподавательницы английского языка. После окончания школы обучался в Московском автомобильно-дорожном институте (1978—1984).
Весной и летом 1980 года, во время академического отпуска, работал звукорежиссёром в Москонцерте с женским ВИА «Москвички» и Валерием Ободзинским.
В 1983 году на базе институтского студенческого клуба организовал фанк-соул бэнд, в состав которого входили, в частности, известный ныне эстрадный певец Сергей Пенкин, Владимир Варган (экс-вокалист группы «Високосное лето»), бас-гитарист Тимур Муртузаев (группа «Браво») и клавишник Валерий Ажажа (группа «Мозаика»).

## Семья
Жена ― Лика Кавалерян, окончила Первый МГМУ им. И. М. Сеченова, врач. Сын ― Артем Кавалерян, окончил бакалавриат и магистратуру Высшей школы экономики с красным дипломом, работает в киноиндустрии.
Дядя (брат мамы) — Левон Оганезов, пианист и шоумен.

## Творчество

### Рок-культура (1985—1990)
- 1985 — пишет свою первую песню «Старый отель» для группы московской рок-лаборатории «Браво», которая становится впоследствии большим хитом.
- 1986 — начинает работать с группой «Бригада С», для которой создает тексты песен «Человек в шляпе», «Бродяга» и ряд других.
- 1987 — под псевдонимом М. Каренов сотрудничает с группой «Черный кофе».
- 1988 — в соавторстве с лидером группы «Рок-ателье» Крисом Кельми создает свой первый мега-хит «Ночное рандеву».
- 1989 — принимает участие в супер-проекте «Парк Горького», написав на английском языке текст песни «Fortress», которая выходит в том же году на американском релизе группы, выпущенном компанией PolyGram Records.

В период с 1985 по 1990 год и позже также работал с группами «Альфа», «Лига блюза», «Тайм-аут», «Домино», «Рондо», «Легион», «Кураж», с Ольгой Кормухиной, музыкантами группы «Машина времени» П. Подгородецким и А. Кутиковым (сольные альбомы «Танцы на крыше» и «Демоны любви») и многими другими.

### Поп-культура (1989—2010)
- 1989 - в содружестве с композитором Еленой Дединской пишет песню «Я зову вчерашний дождь», вошедшую в художественный фильм «Женщина дня», снятый в 1989 году на киностудии «Казахфильм». Песню в фильме исполняет Татьяна Анциферова.
- 1991 — начинает сотрудничество с поп-исполнителями, неизменно попадая на вершины хит-парадов: с Сергеем Минаевым, Вадимом Услановым, Владимиром Пресняковым, трио «Лицей», Олегом Газмановым, Аллой Пугачёвой.
- с 1997 по 2000 год практически не сочиняет песен, занимаясь рекламным бизнесом.
- 2001 — возвращается в шоу-бизнес, подписав контракт с одной из ведущих на тот момент продюсерских компаний FBI-Music, возглавляемой Кимом Брейтбургом и Евгением Фридляндом. Первым же итогом сотрудничества стал супер-хит «Девочка с севера» и его англоязычная версия «Northern Girl», с которой группа «Премьер-министр» выиграла национальный отбор к конкурсу «Евровидение».

В дальнейшем продолжал сотрудничать с группой, создав ряд радио-хитов: «Простая арифметика», «Наташка», «Два билета в лето», «Две минуты», «Ну зачем» (русскоязычная кавер-версия итальянского супер-хита 80-х «Cosa Sei», который поёт группа Ricchi e Poveri), вплоть до распада канонического состава группы в 2006 году.
- 2003 — стал автором гимна «Зажигай!» популярной программы «Народный артист» на канале «Россия-1», в дальнейшем создав репертуар для победителей проекта: Алексея Гомана, Александра Панайотова, Алексея Чумакова и группы «Ассорти».
- Помимо работы в FBI-Music, отметился в то время хитами для звёзд российской эстрады: Филиппа Киркорова, Ларисы Долиной, Сосо Павлиашвили, Михаила Шуфутинского, Григория Лепса, Кристины Орбакайте и многих других.
- 2008 — стал автором Официального гимна Олимпийской заявки России Сочи-2014 «Игры, которые мы заслужили» (автор музыки — Николай Арутюнов), представленного Софией Ротару, Филиппом Киркоровым, Димой Биланом, Владимиром Пресняковым, Валерией и Юлией Савичевой.
- 2014 — стал соавтором Официальной песни закрытия Паралимпийских игр 2014 года «Паралимпийский хор» (автор музыки — Юрий Потеенко), которую исполнили Хосе Каррерас, Диана Гурцкая и Нафсет Чениб.

### Евровидение (2002—2013)
Песни Кавалеряна были на Евровидении у представителей пяти стран.
| Страна     | Год  | Песня               | Исполнитель       | Место | Композитор       |
| ---------- | ---- | ------------------- | ----------------- | ----- | ---------------- |
| Россия     | 2002 | «Northern Girl»¹    | «Премьер-министр» | 10    | Ким Брейтбург    |
| Россия     | 2006 | «Never Let You Go»² | Дима Билан        | 2     | Александр Лунев  |
| Белоруссия | 2007 | «Work Your Magic»   | Дмитрий Колдун    | 6     | Филипп Киркоров  |
| Армения    | 2007 | «Anytime You Need»³ | Айко              | 8     | Айко             |
| Украина    | 2008 | «Shady Lady»        | Ани Лорак         | 2     | Филипп Киркоров  |
| Грузия     | 2008 | «Peace Will Come»   | Диана Гурцкая     | 11    | Ким Брейтбург    |
| Армения    | 2010 | «Apricot Stone»     | Ева Ривас         | 7     | Армен Мартиросян |
| Украина    | 2013 | «Gravity»           | Злата Огневич     | 3     | Михаил Некрасов  |

Тексты нескольких песен написаны в соавторстве:

¹ Евгений Фридлянд и Ирина Антонян

² Ирина Антонян

³ Айко (часть на армянском языке)

### Театр (с 2009 года)
С 2009 года постепенно отходит от песенной работы, все большее внимание уделяя театральным проектам и созданию пьес, либретто и текстов арий.
| Проект1                                   | Автор музыки    | Премьера | Театр | Режиссёр                        |
| ----------------------------------------- | --------------- | -------- | --- | ------------------------------- |
| «Голубая камея» мюзикл                    | Ким Брейтбург   | 2009     | Русский драматический театр республики Башкортостан, г. Уфа                                                                                                   | Михаил Рабинович                |
| «Голубая камея» мюзикл                    | Ким Брейтбург   | 2010     | Театр музыкальной комедии, г. Красноярск | Николай Андросов                |
| «Голубая камея» мюзикл                    | Ким Брейтбург   | 2011     | Белорусский государственный академический музыкальный театр, г. Минск                                                                                         | Николай Андросов                |
| «Голубая камея» мюзикл                    | Ким Брейтбург   | 2013     | Театр музыкальной комедии, г. Оренбург | Николай Андросов                |
| «Голубая камея» мюзикл                    | Ким Брейтбург   | 2018     | Нижегородский театр «Комедія», г. Нижний Новгород | Николай Андросов                |
| «Голубая камея» мюзикл                    | Ким Брейтбург   | 2019     | Музыкальный театр Кузбасса им. А. Боброва, г. Кемерово | Николай Андросов                |
| «Голубая камея» мюзикл                    | Ким Брейтбург   | 2021     | Государственный академический музыкальный театр Республики Крым, г. Симферополь                                                                               | Владимир Косов                  |
| «Голубая камея» мюзикл                    | Ким Брейтбург   | 2021     | Хабаровский краевой музыкальный театр, г. Хабаровск | Николай Андросов                |
| «Голубая камея» мюзикл                    | Ким Брейтбург   | 2024     | Донецкий государственный академический музыкально-драматический театр, г. Донецк                                                                              | Василий Маслий                  |
| «Дубровский» мюзикл                       | Ким Брейтбург   | 2010     | Театр музыкальной комедии, г. Новосибирск | Александр Лебедев               |
| «Дубровский» мюзикл                       | Ким Брейтбург   | 2014     | Совместный проект Белорусского государственного академического музыкального театра и Белорусского государственного университета культуры и искусств, г. Минск | Николай Андросов                |
| «Дубровский» мюзикл                       | Ким Брейтбург   | 2015     | Государственный академический музыкальный театр Республики Крым, г. Симферополь                                                                               | Владимир Косов                  |
| «Дубровский» мюзикл                       | Ким Брейтбург   | 2015     | Театр музыкальной комедии, г. Оренбург | Николай Андросов                |
| «Дубровский» мюзикл                       | Ким Брейтбург   | 2016     | Свердловская государственная детская филармония, г. Екатеринбург                                                                                              | Николай Андросов                |
| «Дубровский» мюзикл                       | Ким Брейтбург   | 2016     | Волгоградский музыкальный театр, г. Волгоград | Александр Кутявин               |
| «Дубровский» мюзикл                       | Ким Брейтбург   | 2017     | Музыкальный театр Кузбасса им. А. Боброва, г. Кемерово | Николай Андросов                |
| «Дубровский» мюзикл                       | Ким Брейтбург   | 2017     | Нижегородский камерный музыкальный театр им. В. Степанова, г. Нижний Новгород                                                                                 | Сергей Миндрин                  |
| «Дубровский» мюзикл                       | Ким Брейтбург   | 2018     | Ставропольский академический театр драмы имени М.Ю. Лермонтова, г. Ставрополь                                                                                 | Михаил Ковальчик                |
| «Дубровский» мюзикл                       | Ким Брейтбург   | 2018     | Саратовский областной театр оперетты, г. Энгельс | Александр Прокопов              |
| «Дубровский» мюзикл                       | Ким Брейтбург   | 2018     | Железногорский театр оперетты, г. Железногорск | Игорь Меркулов                  |
| «Дубровский» мюзикл                       | Ким Брейтбург   | 2018     | Омский государственный музыкальный театр, г. Омск | Александр Лебедев               |
| «Дубровский» мюзикл                       | Ким Брейтбург   | 2018     | Государственный театр национальных культур «Забайкальские узоры», г. Чита                                                                                     | Николай Сыроватка               |
| «Дубровский» мюзикл                       | Ким Брейтбург   | 2019     | Магнитогорский театр оперы и балета, г. Магнитогорск | Николай Андросов                |
| «Дубровский» мюзикл                       | Ким Брейтбург   | 2021     | Алтайский государственный музыкальный театр, г. Барнаул | Константин Яковлев              |
| «Дубровский» мюзикл                       | Ким Брейтбург   | 2022     | Пермский театр юного зрителя, г. Пермь | Константин Яковлев              |
| «Дубровский» мюзикл                       | Ким Брейтбург   | 2022     | Московский детский музыкально-драматический театр «Поколение», г. Москва                                                                                      | Николай Андросов                |
| «Дубровский» мюзикл                       | Ким Брейтбург   | 2024     | Рязанский областной музыкальный театр, г. Рязань | Николай Андросов                |
| «Джейн Эйр» мюзикл                        | Ким Брейтбург   | 2014     | Московский театр оперетты, г. Москва | Алина Чевик                     |
| «Джейн Эйр» мюзикл                        | Ким Брейтбург   | 2016     | Белорусский государственный академический музыкальный театр, г. Минск                                                                                         | Николай Андросов                |
| «Джейн Эйр» мюзикл                        | Ким Брейтбург   | 2018     | Даугавпилсский театр, г. Даугавпилс (Латвия) | Олег Шапошников                 |
| «Джейн Эйр» мюзикл                        | Ким Брейтбург   | 2018     | Театр музыкальной комедии, г. Оренбург | Николай Андросов                |
| «Джейн Эйр» мюзикл                        | Ким Брейтбург   | 2019     | Красноярский музыкальный театр, г. Красноярск | Николай Андросов                |
| «Джейн Эйр» мюзикл                        | Ким Брейтбург   | 2021     | Ивановский музыкальный театр, г. Иваново | Антон Лободаев                  |
| «Территория страсти»2 мюзикл              | Глеб Матвейчук  | 2014     | Театр эстрады, г. Москва | Александр Балуев                |
| «Дюймовочка и Принц» мюзикл               | Ким Брейтбург   | 2017     | Русский драматический театр республики Башкортостан, г. Уфа                                                                                                   | Анастасия Гриненко              |
| «Дюймовочка и Принц» мюзикл               | Ким Брейтбург   | 2020     | Государственный театр национальных культур «Забайкальские узоры», г. Чита                                                                                     | Николай Сыроватка               |
| «Дюймовочка и Принц» мюзикл               | Ким Брейтбург   | 2021     | Драматический театр Восточного военного округа, г. Уссурийск                                                                                                  | Алексей Похресный               |
| «Лабиринты сна» мюзикл                    | Глеб Матвейчук  | 2018     | Концертный зал Измайлово, г. Москва | Глеб Матвейчук                  |
| «Ромео VS Джульетта XX лет спустя» мюзикл | Аркадий Укупник | 2019     | Московский театр оперетты, г. Москва | Алексей Франдетти               |
| «Ромео VS Джульетта XX лет спустя» мюзикл | Аркадий Укупник | 2020     | Белорусский государственный академический музыкальный театр, г. Минск                                                                                         | Илья Устьянцев                  |
| «Капитанская дочка» мюзикл                | Евгений Загот   | 2019     | Алтайский государственный музыкальный театр, г. Барнаул | Константин Яковлев              |
| «Капитанская дочка» мюзикл                | Евгений Загот   | 2022     | Хабаровский краевой музыкальный театр, г. Хабаровск | Дмитрий Отяковский              |
| «Капитанская дочка» мюзикл                | Евгений Загот   | 2023     | Железногорский театр оперетты, г. Железногорск | Антон Лободаев                  |
| «Капитанская дочка» мюзикл                | Евгений Загот   | 2023     | Новоуральский театр музыки, драмы и комедии, г. Новоуральск                                                                                                   | Яна Русинова                    |
| «Капитанская дочка» мюзикл                | Евгений Загот   | 2023     | Ивановский музыкальный театр, г. Иваново | Антон Лободаев                  |
| «Капитанская дочка» мюзикл                | Евгений Загот   | 2024     | Калининградский областной музыкальный театр, г. Калининград                                                                                                   | Николай Покотыло                |
| «Капитанская дочка» мюзикл                | Евгений Загот   | 2024     | Саратовский областной театр оперетты, г. Энгельс | Ольга Склярова                  |
| «Капитанская дочка» мюзикл                | Евгений Загот   | 2024     | Московский детский музыкально-драматический театр «Поколение», г. Москва                                                                                      | Константин Яковлев              |
| «Капитанская дочка» мюзикл                | Евгений Загот   | 2024     | Северский музыкальный театр, г. Северск | Дмитрий Турков                  |
| «Капитанская дочка» мюзикл                | Евгений Загот   | 2024     | Свердловская государственная детская филармония, г. Екатеринбург                                                                                              | Александр Фёдоров               |
| «Садко в подводном царстве»3 мюзикл       | Глеб Матвейчук  | 2020     | Фольклорный центр п/р Л. Рюминой, г. Москва | Глеб Матвейчук                  |
| «Садко в подводном царстве»3 мюзикл       | Глеб Матвейчук  | 2024     | Новосибирский академический молодёжный театр «Глобус», г. Новосибирск                                                                                         | Александра Каспарова            |
| «Бестселлер» пьеса                        |                 | 2021     | Камышинский драматический театр | Павел Лаговский                 |
| «Алиса в стране чудес»4 мюзикл            | Глеб Матвейчук  | 2021     | Фольклорный центр п/р Л. Рюминой, г. Москва | Глеб Матвейчук                  |
| «Алиса в стране чудес»4 мюзикл            | Глеб Матвейчук  | 2022     | Санкт-Петербургский театр музыкальной комедии, г. Санкт-Петербург                                                                                             | Ольга Субботина, Глеб Матвейчук |
| «Алиса в стране чудес»4 мюзикл            | Глеб Матвейчук  | 2022     | Новосибирский академический молодёжный театр «Глобус», г. Новосибирск                                                                                         | Глеб Матвейчук                  |
| «Опасные связи»2 мюзикл                   | Глеб Матвейчук  | 2021     | Фольклорный центр п/р Л. Рюминой, г. Москва | Глеб Матвейчук                  |
| «Опасные связи»2 мюзикл                   | Глеб Матвейчук  | 2023     | Омский государственный музыкальный театр, г. Омск | Глеб Матвейчук                  |
| «Опасные связи»2 мюзикл                   | Глеб Матвейчук  | 2024     | Луганский академический музыкально-драматический театр им. Михаила Голубовича, г. Луганск                                                                     | Анатолий Яворский               |
| «Опасные связи»2 мюзикл                   | Глеб Матвейчук  | 2024     | Белорусский государственный академический музыкальный театр, г. Минск                                                                                         | Глеб Матвейчук                  |
| «Алконост. Легенда о любви» мюзикл        | Глеб Матвейчук  | 2021     | Фольклорный центр п/р Л. Рюминой, г. Москва | Глеб Матвейчук                  |
| «Пушкин: Охотник за сказками»4 мюзикл     | Глеб Матвейчук  | 2021     | Фольклорный центр п/р Л. Рюминой, г. Москва | Глеб Матвейчук                  |
| «Князь Серебряный» мюзикл                 | Аркадий Укупник | 2022     | Московский театр оперетты, г. Москва | Валерий Архипов                 |

1 Автор либретто и текстов музыкальных номеров — Карен Кавалерян

2 Автор либретто — Валерий Яременко, автор текстов музыкальных номеров — Карен Кавалерян

3 Автор диалогов — Н. Ермохин, автор текстов музыкальных номеров — Карен Кавалерян

4 Автор либретто — Глеб Матвейчук, автор текстов музыкальных номеров — Карен Кавалерян

### Кино
Автор текстов песен к следующим фильмам:
- 1989 — «Женщина дня» (песня «Вчерашний дождь», композитор Елена Дединская, исп. Татьяна Анциферова)
- 1990 — «Клещ» (1990, реж. Б. Килибаев и А. Баранов) (песня «Я не забуду тебя», композитор Елена Дединская, исп. Е. Сатыбалдиев)
- 2008 — «Возвращение мушкетёров, или Сокровища кардинала Мазарини» (композитор М. Дунаевский, исп. — М. Боярский, А. Макарский и другие)

## Личная дискография
- 1992 — «Рандеву Карена Кавалеряна», сборник лучших песен 1986—1992 гг., «RiTonis», LP
- 1995 — «Ночь в Бухаре», сборник лучших песен 1986—1995 гг., «Синтез рекордс», CD
- 1999 — «Ты сделана из огня», сборник лучших песен 1996—1999 гг., студия «Союз», CD
- 2003 — «Радио-бэйби», сборник лучших песен 1999—2003 гг., «Синтез рекордс», CD

## Награды и номинации

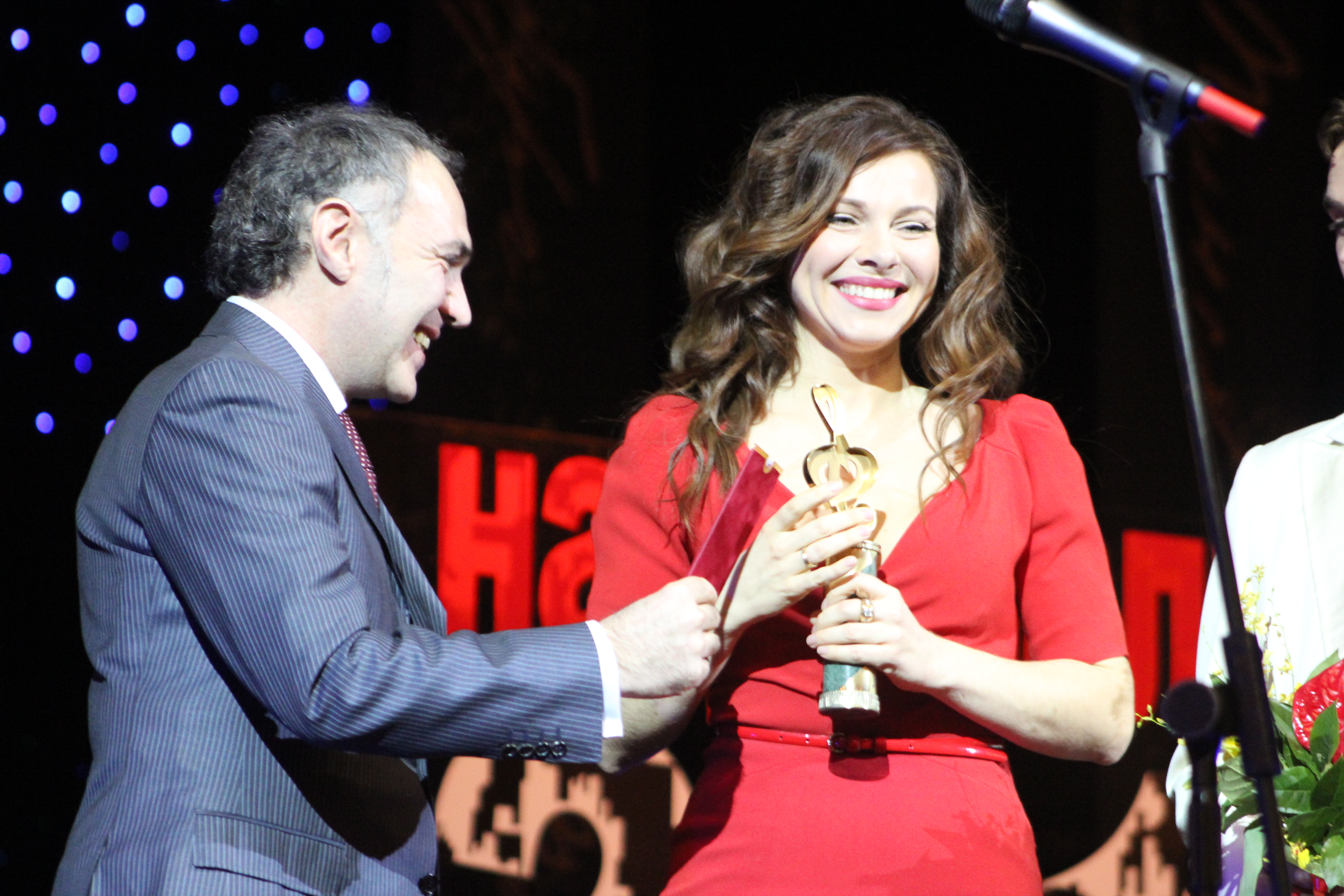
Карен Кавалерян и Екатерина Гусева на церемонии вручения премии «Музыкальное сердце театра», 2012

- 19-кратный лауреат телевизионного фестиваля «Песня года»
- 10-кратный лауреат телевизионного фестиваля «Новые песни о главном»
- номинант российской национальной музыкальной премии «ПРОФИ» на звание «Лучший поэт-песенник» 1991 года
- лауреат Почетной премии Российского Авторского Общества «За вклад в развитие науки, культуры и искусства» 2007 года
- лауреат международной премии «Звезда Театрала» в номинации «лучший музыкальный спектакль 2019 года» за мюзикл «Джейн Эйр» — (постановка Н.Андросов, Театр музыкальной комедии, г. Оренбург)
- лауреат национальной музыкальной премии республики Армения «Ташир» 2008 года «За уникальные творческие достижения»
- кавалер общественной награды — орден «Миротворец» 2 степени в 2006 году
- кавалер медали им. А. Чехова Союза писателей России в 2010 году

## Песни-лауреаты

### Телевизионный фестиваль «Песня года»
1. Ночное рандеву — группа «Рок-Ателье»
2. Девочка с севера — группа «Премьер-министр»
3. Ждёт тебя грузин — Сосо Павлиашвили
4. Простая арифметика — группа «Премьер-министр»
5. Радио-бэйби — Филипп Киркоров
6. Два билета в лето — группа «Премьер-министр»
7. Снилось мне — Александр Маршал
8. Обычная история — Филипп Киркоров
9. Ча-ча-ча — Лайма Вайкуле
10. Цветы под снегом — Лариса Долина
11. Маша — Владимир Пресняков
12. Гадалка — Алла Пугачёва и группа «Штар»
13. Never let you go — Дима Билан
14. Вспоминайте грузина — Сосо Павлиашвили
15. Work your magic — Дмитрий Колдун
16. Shady Lady / В небо — Ани Лорак
17. Между небом и землёй — Стас Михайлов
18. Нежная — Кристина Орбакайте
19. Люби меня по-восточному — Сосо Павлиашвили

### Телевизионный фестиваль «Новые песни о главном»
1. Ночь есть ночь — Диана Гурцкая
2. Лунная мелодия — Лариса Долина и Александр Панайотов
3. Ты буди меня — Кристина Орбакайте
4. Наташка — группа «Премьер-министр»
5. Снилось мне — Александр Маршал и Виктория Дайнеко
6. Два билета в лето — группа «Премьер-министр»
7. Шаги по битому стеклу — Анастасия Стоцкая
8. Цветы под снегом — Лариса Долина
9. Где живёт любовь — Александр Буйнов
10. В небо — Ани Лорак

## Хиты
- Старый отель — группа «Браво», 1985
- Человек в шляпе — группа «Бригада С», 1986
- Бродяга — группа «Бригада С», 1987
- Ночное рандеву — группа «Рок-Ателье», 1988
- Fortress — группа «Парк Горького», 1988
- Танцы на воде — Вадим Усланов, 1989
- Свеча на ветру — Сергей Минаев, 1990
- Замок из дождя — Владимир Пресняков, 1992
- Маша — Владимир Пресняков, 1993
- Ты сделана из огня — Вадим Усланов, 1996
- Московское время — Алла Пугачёва, 1997
- Мне не нравится дождь — Олег Газманов, 1998
- Девочка с севера — группа «Премьер-министр», 2001
- Ждёт тебя грузин — Сосо Павлиашвили, 2002
- Танго разбитых сердец — Григорий Лепс, 2002
- Ну зачем / Cosa Sei — группа «Премьер-министр», 2003
- Радио-бэйби — Филипп Киркоров, 2003
- Зажигай — участники программы «Народный артист», 2003
- Лунная мелодия — Лариса Долина и Александр Панайотов, 2004
- Две минуты — группа «Премьер-министр», 2004
- Цветы под снегом — Лариса Долина, 2005
- Соло — Михаил Шуфутинский, 2005
- Обычная история — Филипп Киркоров, 2005
- Never let you go — Дима Билан, 2006
- Лабиринт — Григорий Лепс, 2006
- Work your magic — Дмитрий Колдун, 2007
- Сочи-2014 (гимн официальной заявки сочинской Олимпиады) — Дима Билан, Валерия, София Ротару, Юлия Савичева, Владимир Пресняков, 2008
- Замерзает солнце — Григорий Лепс, 2008
- Shady Lady — Ани Лорак, 2008
- Нежная — Кристина Орбакайте, 2010